# Città di Shoalhaven
La città di Shoalhaven è una Local Government Area che si trova nel Nuovo Galles del Sud. Essa si estende su una superficie di 4.568 chilometri quadrati e ha una popolazione di 92.812 abitanti. La sede del consiglio si trova a Nowra.